# Kira Muratova
Kira Georgievna Muratova (Oekraïens: Кіра Георгіївна Муратова) (Soroca, 5 november 1934 - Odessa, 6 juni 2018) was een Oekraïens filmregisseuse. 
Muratova werd geboren als Kira Korotkova in Soroca, dat destijds in Roemenië lag, en tegenwoordig in Moldavië. 
Ze studeerde Filologie aan de Staatsuniversiteit van Moskou en studeerde in 1959 af aan het Gerasimov-instituut voor cinematografie in Moskou.
In 1967 regisseerde ze de film Korotkiye vstrechi (Brief encounters).
Veel van de films die Muratova maakte, werden gecensureerd in de Sovjet-Unie, en kwamen pas eind jaren 1980 uit.

## Prijzen
- Sjevtsjenko-prijs, 1997[5]
- Berliner Kunstpreis, 1999[11]
- Alexander Dovzhenko-prijs, 2002
- Orde van de Vriendschap (Rusland), 2004
- Anniversary medal for the 20 years of independence of Ukraine, 2011
- Orde van Vorst Jaroslav de Wijze[12]

- Bibliothèque nationale de France: cb15048369d (data)
- Gemeinsame Normdatei: 12260220X
- International Standard Name Identifier: 0000 0000 7845 6295
- Library of Congress Control Number: no2005036869
- Nationale Bibliotheek van Letland: 000210648
- Nationale Bibliotheek van Tsjechië: js2017965537
- Nationale bibliotheek van Australië: 40411219
- Nationale Bibliotheek van Israël: 987007460659705171
- Nederlandse Thesaurus van Auteursnamen: 304260541
- Réseau des bibliothèques de Suisse occidentale: 02-A018073917
- Système universitaire de documentation: 098249959
- Trove: 1446498
- Virtual International Authority File: 16953835
- WorldCat: E39PBJkXyQ9HfgRT8VPFFR4Dv3